# Endohyalina
Endohyalina is een geslacht van korstmossen behorend tot de familie Caliciaceae. De typesoort is Endohyalina rappii.

## Soorten
Volgens Index Fungorum telt het geslacht tien soorten (peildatum december 2022):
| Soortnaam                 | Auteur(s)                                     | Publicatiejaar |
| ------------------------- | --------------------------------------------- | -------------- |
| Endohyalina arachniformis | Elix & Kantvilas                              | 2015           |
| Endohyalina brandii       | Giralt, van den Boom & Elix                   | 2010           |
| Endohyalina circumpallida | (H. Magn.) Marbach                            | 2000           |
| Endohyalina diederichii   | Giralt, van den Boom & Elix                   | 2010           |
| Endohyalina ericina       | (Nyl.) Giralt, van den Boom & Elix            | 2010           |
| Endohyalina gillamsensis  | Elix & Kantvilas                              | 2016           |
| Endohyalina insularis     | (Arnold) Giralt, van den Boom & Elix          | 2010           |
| Endohyalina interjecta    | (Müll. Arg.) Giralt                           | 2010           |
| Endohyalina kalbii        | (Giralt & Matzer) Giralt, van den Boom & Elix | 2010           |
| Endohyalina rappii        | (Imshaug ex R.C. Harris) Marbach              | 2000           |